# 다산과학기지

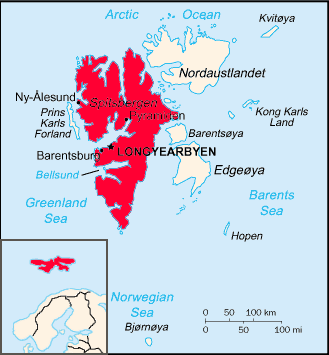
스피츠베르겐섬의 지도. Ny-Ålesund(뉘올레순)이라고 쓰인 곳에 기지가 위치해 있다.

다산과학기지(茶山科學基地)는 2002년 4월 29일 설립된 대한민국의 과학기지이다. 북극의 노르웨이령 스발바르 제도 스피츠베르겐섬의 뉘올레순에 위치하고 있으며, 이 기지 건립에 따라 대한민국은 북극에 기지를 설치한 세계 12번째 국가가 되었으며 또한 세계 8번째로 남극과 북극에 모두 기지를 보유한 국가가 되었다. 현재 기지 건물은 프랑스와 공동으로 사용한다. 상주하는 사람은 없으며 최대 12명 정도의 연구원들이 일정 기간 동안 체류하면서 연구한다. 38평의 규모에 4개의 연구실을 갖추고 있다. 다산과학기지에서는 북극의 기후변화와 빙하, 생물종, 해류, 자원 등에 대한 연구를 한다.

## 같이 보기
- 정약용
- 세종과학기지
- 장보고과학기지
- 아라온호